# 丰田汉兰达
豐田Highlander（日语：トヨタ・ハイランダー）是日本豐田汽車自2000年起開發製造的中型運動型多用途車中國 版本的官方漢語名稱為「豐田漢蘭達」，在日本、澳洲市场以丰田Kluger的名义发行，競爭對手為本田Avancier、別克Envision、福特Edge、日產Murano等。採用與Camry、Avalon、凌志ES/RX一致的丰田K平台&丰田TNGA-K平台生产。

### 第四代（2019年迄今）

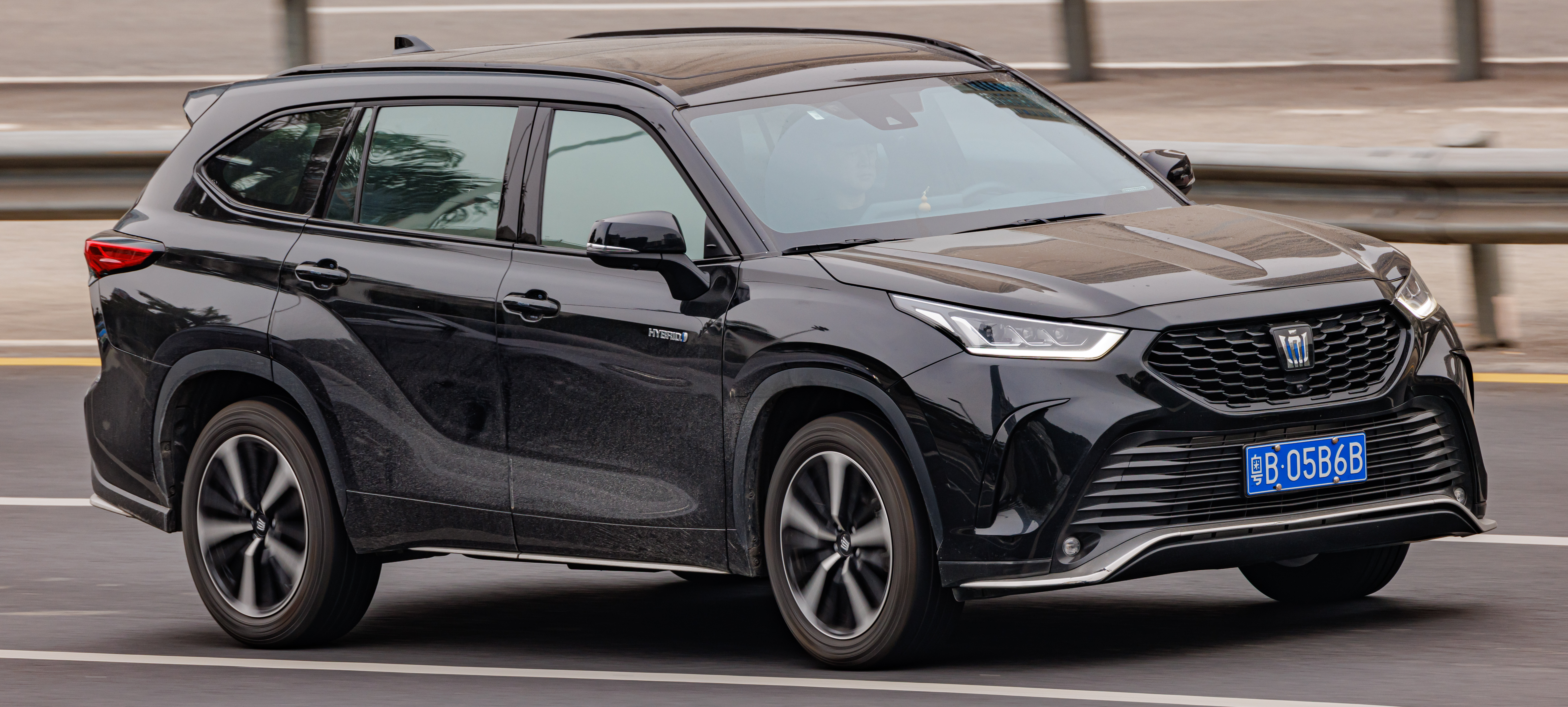
豐田皇冠陆放HEV (AXUH78, 中國)

## 歷史與概要

### 第三代（2013年-2019年）

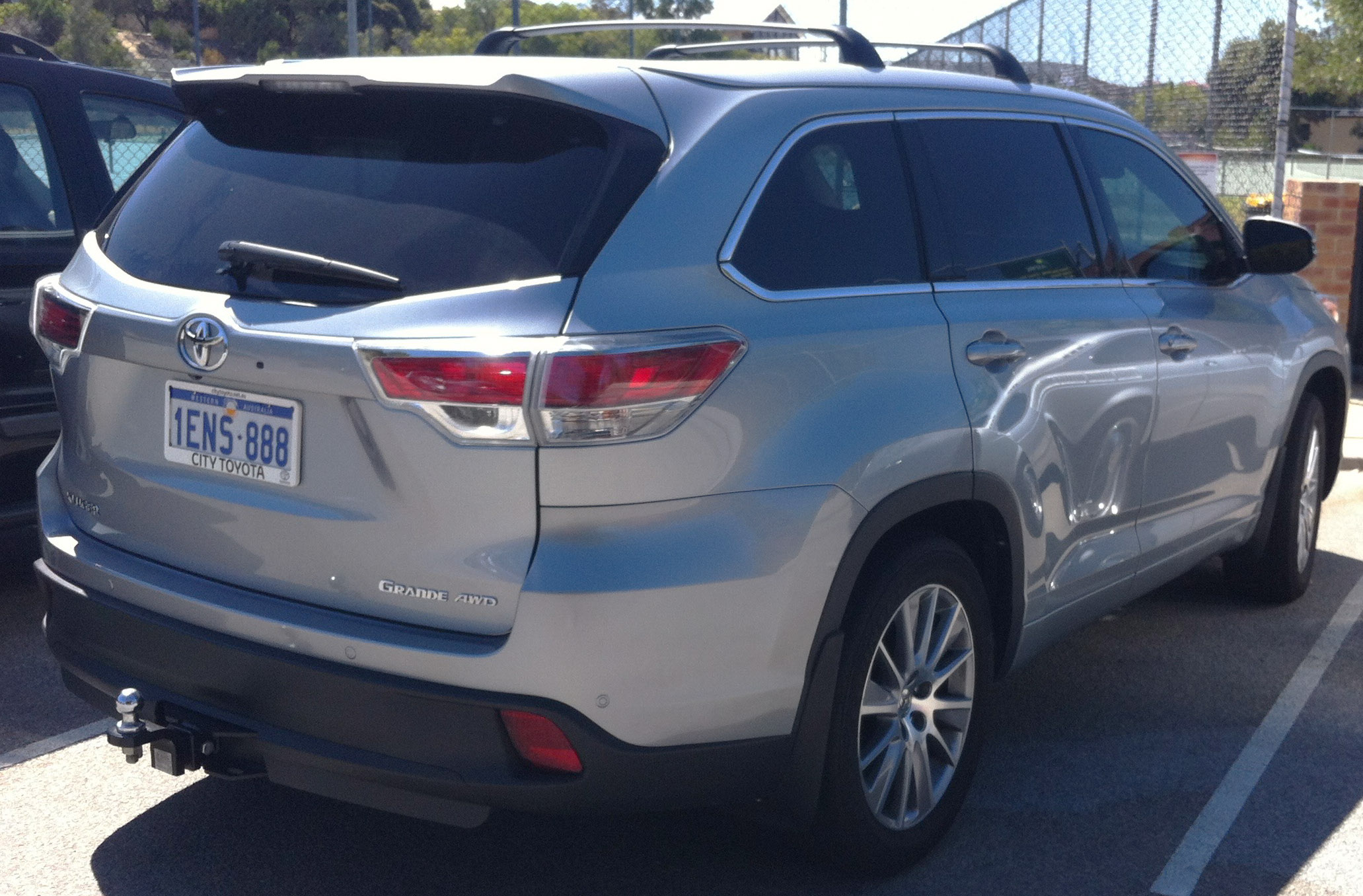
澳規車尾
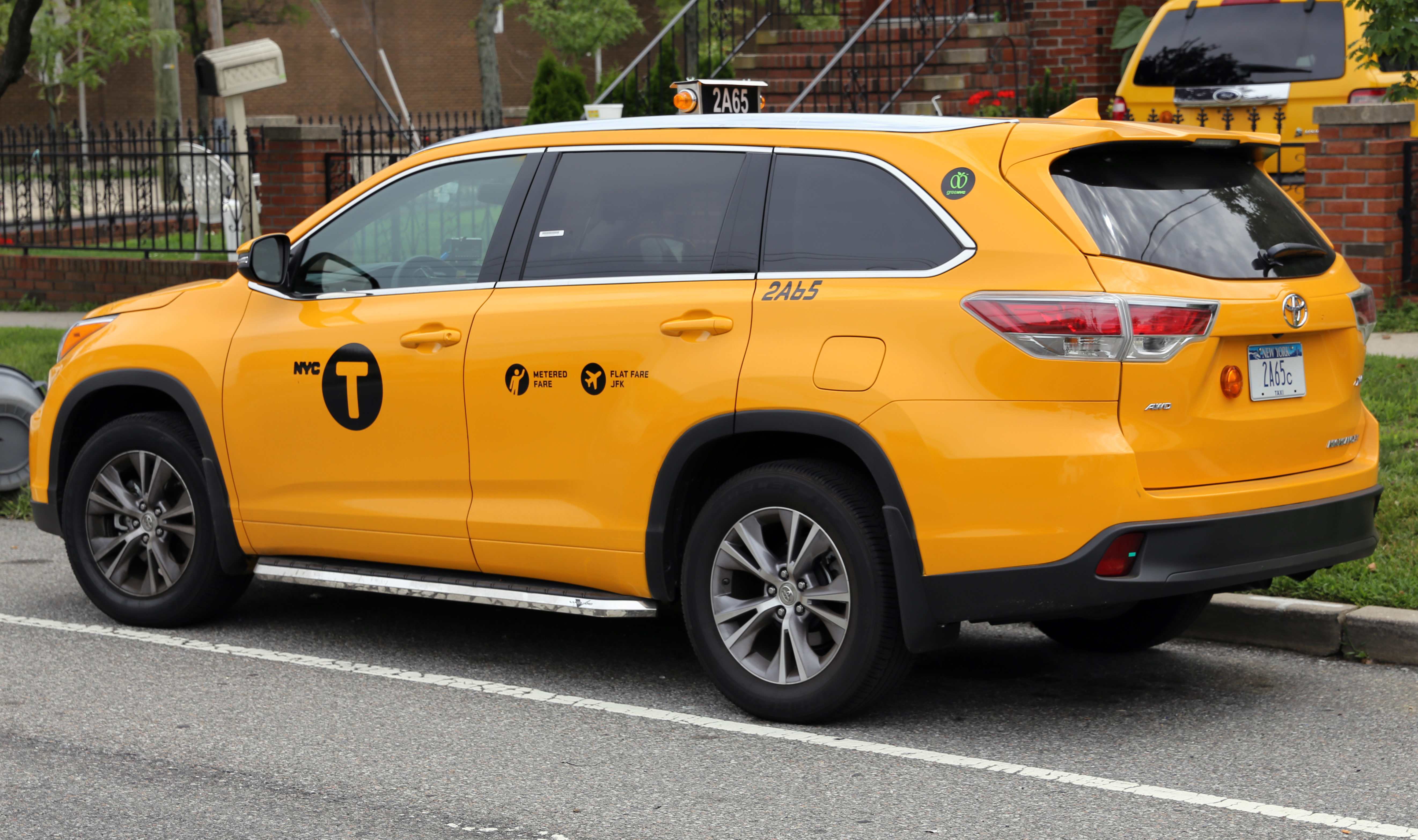
紐約的計程車
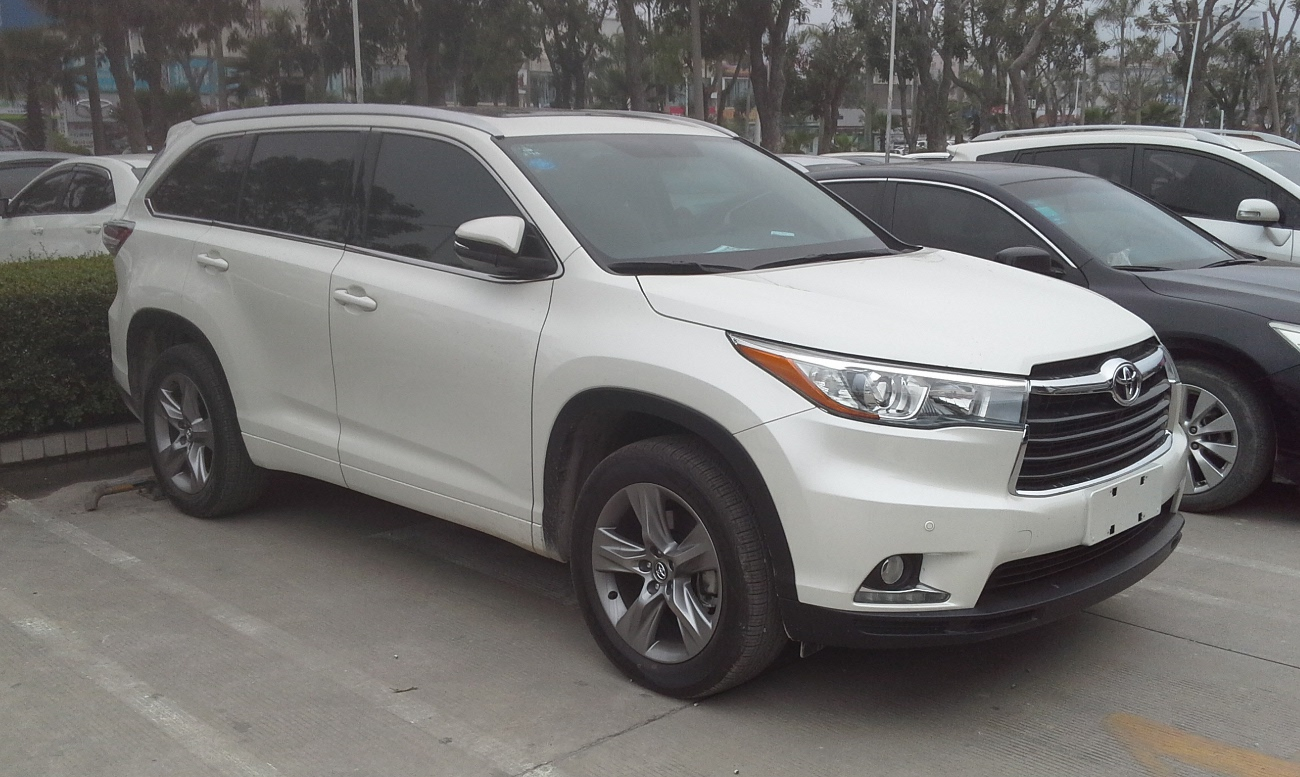
攝於廣東省湛江市

## 外部連結
- Official websites for Australia （页面存档备份，存于）, Canada （页面存档备份，存于）, China, US （页面存档备份，存于）